# Roeping (religieus)
Roeping is het (subjectieve) idee dat iemand heeft dat hij een taak te volbrengen heeft. Hoewel men ook geroepen kan worden tot een maatschappelijke taak (arts, verpleegkundige, leraar, enzovoort) denkt men meestal aan een geestelijke taak (diaken, predikant, priester of kloosterling). Het idee van roeping is in de tweede helft van de twintigste eeuw sterk afgenomen maar niet verdwenen.

## In de Bijbel
In de Bijbel wordt meerdere keren beschreven dat iemand door God geroepen voelt tot een bepaalde taak:
- Salomo, hij reageert met de woorden: ik ben een jonge man en ik heb geen ervaring (1 Koningen 3:7).
- Mozes, hij sputtert tegen met de woorden: ik kan niet praten (Exodus 4:10).
- Gideon, hij zegt: mijn geslacht is arm en ik ben de jongste van de familie (Richteren 6:15).
- Jeremia, hij schrikt en zegt: ik kan niet spreken, want ik ben nog maar een jongen (Jeremia 1:6).

## In het rooms-katholicisme
Bij de roeping als religieuze ervaring kan iemand menen dat God hem of haar heeft uitgekozen voor een bepaalde taak of levensstaat. 
Met roeping wordt vaak de keuze tot het priesterschap of predikantschap bedoeld, maar er zijn ook roepingen tot het diaconaat, het religieuze leven of een bepaalde congregatie (bijvoorbeeld norbertijnen, benedictijnen, jezuïeten, trappisten), roeping tot heremiet, roeping tot leven volgens de evangelische raden, roeping tot het parochiewerk, tot studie, enzovoort.
Bij priesterroepingen kunnen globaal twee groepen mensen worden onderscheiden:
- Op de eerste plaats degenen die al vanaf de kindertijd een gevoel van “geroepen zijn” kennen. Zij zijn normaal gezien allang actief betrokken bij de Kerk.
- Op de tweede plaats degenen die een bekeringservaring hebben meegemaakt en daarin hun roeping hebben verstaan. Deze ervaring hadden ze bij een overlijden, een ongeval, eventueel door een BDE of naar aanleiding van een retraite of bedevaart.

In vergelijking met de eerste helft van de twintigste eeuw is het aantal roepingen voor religieuze functies in West-Europa sterk in aantal afgenomen. Er vinden daar nog maar beperkt priester- en diakenwijdingen plaats.
Op de vierde zondag van Pasen viert de Rooms-Katholieke Kerk Wereldroepingendag. Op Roepingenzondag wordt wereldwijd in alle kerken en kloosters speciaal gebeden voor roepingen tot het priesterschap, het diaconaat en het godgewijde leven.
Binnen de de rooms-katholieke traditie zijn alle gedoopte leken geroepen om deel te nemen aan de missie van de Kerk en een zo perfect mogelijk christelijk leven te leiden (de zogenaamde Universele Roep tot Heiligheid die werd benadrukt in Lumen Gentium). Een specifiek voorbeeld hiervan is een Medewerkster van het Apostolaat, een lekenvrouw die een roeping heeft om haar bisschop te ondersteunen in zijn apostolaat.

## In het protestantisme
De zeventiende-eeuwse Nederlandse predikant Wilhelmus à Brakel sprak van een inwendige en een uitwendige zending of roeping. De inwendige zending (roeping) is niet te verstaan als een buitengewone openbaring van God; men moet daar niet op wachten. Brakel wees op vijf zaken waardoor iemand van zijn roeping overtuigd kan worden:
- Kennis van het ambt;
- Kennis van de eigen bekwaamheid. Er zijn bepaalde gaven van de Geest nodig om te dienen in het ambt;
- Een bijzondere liefde tot Christus, de kerk en de zielen;
- Een gewillige verloochening van alles. Een dienstknecht is niet meer dan zijn heer, noch een gezant meer dan die hem gezonden heeft (zie Joh.13:16). Dat betekent ook: bereid zijn om daar heen te gaan waar Hij je zendt;
- Er is sprake van lust tot het ambt. De Schrift zegt: "Zo iemand tot eens opzieners ambt lust heeft, die begeert een treffelijk werk" (1 Tim.3:1).

De Britse protestantse predikant Martyn Lloyd-Jones (1899-1981) schreef dat iedere christen geroepen is om rekenschap af te leggen van de hoop die in hem of haar is (1 Petrus 3:15), dat is volgens hem echter niet hetzelfde als de roeping tot het ambt van predikant.
Roeping omschreef Lloyd-Jones als volgt:
- Het overkomt je. Het maakt je onrustig. Men heeft er niet om gevraagd. Het wordt door Gods Geest bijna onophoudelijk aan u opgedrongen.
- Een roeping brengt met zich mee dat men bekommerd is over anderen en hun (on)geloof en wil hen het goede nieuws brengen.
- Men moet zich gedrongen voelen. Men kan niets anders doen. Voor Lloyd-Jones is de enige man die tot predikant geroepen is, ‘hij, die niets anders kan in die zin, dat niets anders hem bevredigt'.
- Enerzijds moet men niet al te gemakkelijk denken over de taak van een predikant, want men beseft wat een ontzaglijke taak het is. Anderzijds brengt de roeping hem toch tot spreken.
- De persoonlijke roeping moet door de kerk onderzocht en bevestigd worden.[3]

De meeste orthodox-protestantse kerkverbanden kennen een commissie (deputaatschap) of curatorium dat gesprekken voert met (aanstaande) theologiestudenten over hun roeping en hun verzoek om (op termijn) predikant te mogen worden. Naar aanleiding van deze gesprekken kan een positief of negatief besluit worden genomen over de toelating tot het ambt door de kerkelijke organisatie.